# Kenneth Macdonald, Baron Macdonald of River Glaven
Kenneth „Ken“ Donald John Macdonald, Baron Macdonald of River Glaven Kt QC, (* 4. Januar 1953) ist ein britischer Jurist und Politiker der Liberal Democrats, der seit 2010 als Life Peer Mitglied des House of Lords ist.

## Leben
Nach dem Besuch der Bishop Wordsworth’s School absolvierte Macdonald von 1971 bis 1974 ein Studium der Fächer Philosophie, Politikwissenschaften und Ökonomie am St Edmund Hall der University of Oxford sowie danach ein postgraduales Studium der Rechtswissenschaften. Nach Abschluss des Studiums wurde er 1978 bei der Rechtsanwaltskammer (Inns of Court) von Inner Temple als Rechtsanwalt zugelassen. In der Folgereit spezialisierte sich Macdonald, der 1997 zum Kronanwalt berufen wurde, als Anwalt auf Strafrecht und engagierte sich daneben in der Vereinigung der Strafrechtler (Criminal Bar Association), in der er seit 1997 Mitglied des Exekutivkomitees sowie seit 1999 Vorsitzender des Bildungsausschusses ist und zwischen 2002 und 2003 erst Vize-Vorsitzender sowie 2003 Vorsitzender war.
2000 wurde er Berichterstatter beim Crown Court sowie zugleich Mitglied des Anwaltsrates und war außerdem zwischen 2001 und 2002 Vize-Vorsitzender der Gruppe für öffentliche Angelegenheiten der Anwaltsvereinigung. 2003 wurde er vom Generalstaatsanwalt als Nachfolger von David Calvert-Smith zum Direktor der öffentlichen Anklagen (Director of Public Prosecutions) und damit zum Leiter des Crown Prosecution Service ernannt und bekleidete diese Funktion bis zu seiner Ablösung durch Keir Starmer 2008. Zeitgleich war er Mitglied des Rates für Verurteilungsrichtlinien sowie Mitglied des Komitees für das Strafprozessrecht. Während dieser Zeit wurde er 2007 Knight Bachelor und führte fortan den Namenszusatz „Sir“. 2008 wurde er zudem Mitglied der Unabhängigen Kommission zur Jugendkriminalität.
2010 wurde Macdonald, der seit 2009 Gastprofessor für Rechtswissenschaften an der London School of Economics and Political Science sowie Trustee des Index on Censorship ist, zum stellvertretenden Richter an den High Court of Justice für England und Wales berufen.
Durch ein Letters Patent vom 12. Juli 2010 wurde Macdonald als Life Peer mit dem Titel Baron Macdonald of River Glaven, of Cley-next-the-Sea in the County of Norfolk, in den Adelsstand erhoben. Kurz darauf erfolgte am 20. Juli 2010 seine Einführung (Introduction) als Mitglied des House of Lords. Im Oberhaus gehört er zur Fraktion der Liberal Democrats.